# Castillon-de-Saint-Martory
Castillon-de-Saint-Martory là một xã thuộc tỉnh Haute-Garonne trong vùng Occitanie của nước Pháp. Dân số năm 1999 là 259 người. Diện tích là 10,98 km2.